# The Swatch Group
Swatch Group Ltd. é um conglomerado de empresas que desenha, fábrica, distribui e vende relógios, componentes de relógios, sistemas eletrônicos e joalheria de luxo. A companhia é sediada em Bienna, Suíça. The Swatch Group foi formado em 1983 entre as industrias: ASUAG e SSIH. Antigamente conhecida por SMH Swiss Corporation for Microelectronics and Watchmaking Industries Ltd, a companhia foi renomeada para o presente nome em 1998. The Swatch Group atualmente é liderado por G. Nicolas (Nick) Hayek, Jr., filho do co-fundador e presidente Nicolas Hayek.
Em 2014, a receita foi de CHF 9.219 bilhões (francos suíços), acima de 4.6% sobre os resultados de 2013.
No mundo, The Swatch Group emprega mais de 35,600 pessoas em 50 países.

## Marcas da Empresa

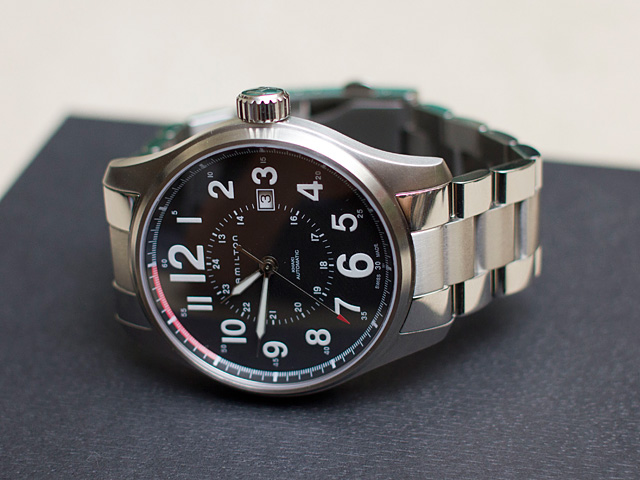
Relógio Hamilton Khaki Field Officer H70615133

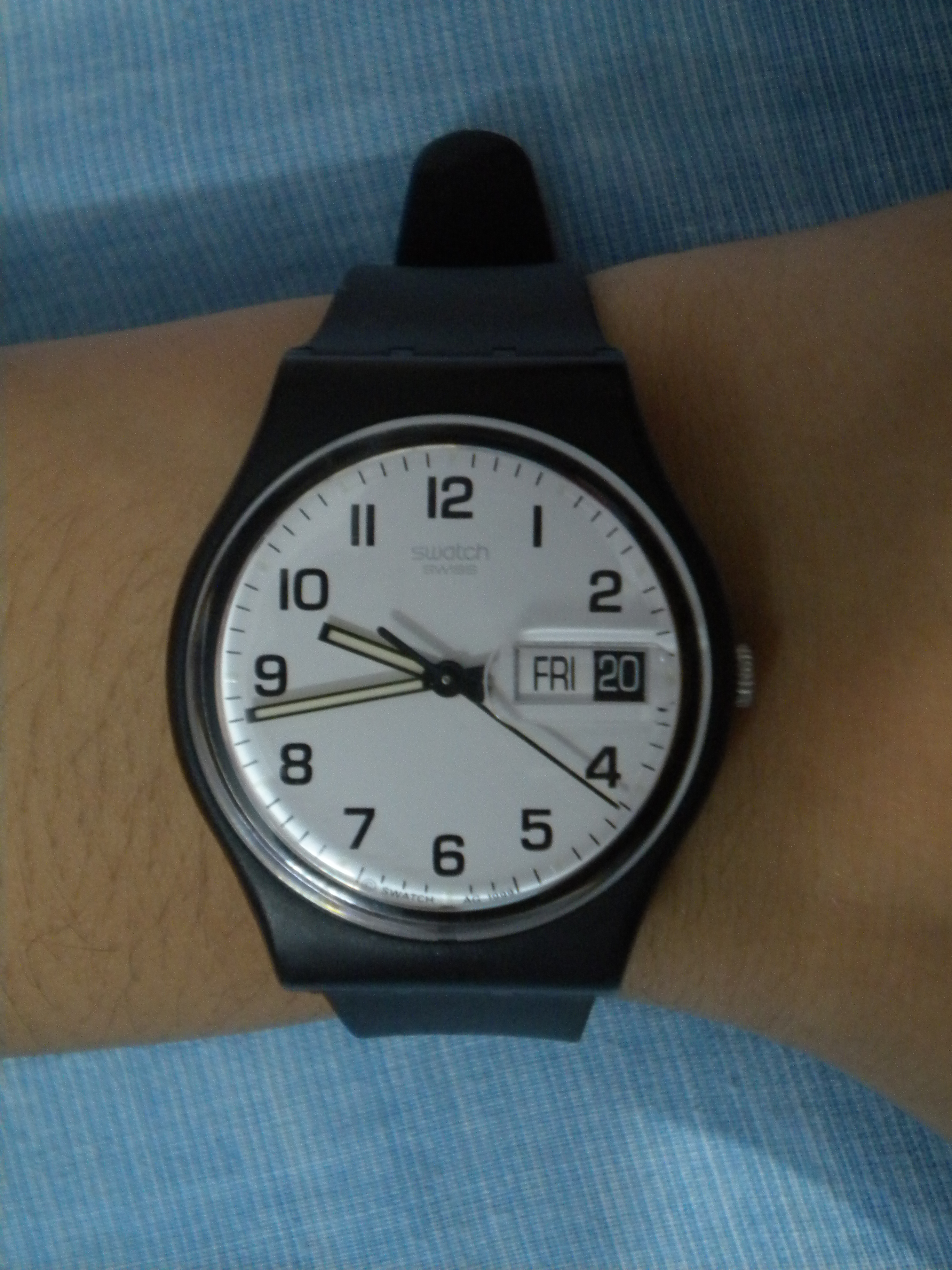
Relógio Swatch Once Again

Relógios e Joalheria
Prestige Range
- Breguet
- Harry Winston
- Blancpain
- Glashütte Original

Luxury Range
- Jaquet Droz
- Léon Hatot
- Omega

High Range
- Longines
- Rado
- Union Glashütte

Middle Range
- Hamilton
- Mido
- Tissot

Entry Range
- Balmain
- Certina
- CK Watch and Jewelry co.

Basic Range
- Swatch
- Flik Flak

Private label
- Endura

Sports timing
- Swiss Timing